# Saint-André-de-Majencoules
Saint-André-de-Majencoules este o comună în departamentul Gard din sudul Franței. În 2009 avea o populație de 601 de locuitori.

## Evoluția populației
| An        | 1975 | 1982 | 1990 | 1999 | 2006 | 2009 |
| --------- | ---- | ---- | ---- | ---- | ---- | ---- |
| Populație | 588  | 547  | 564  | 556  | 563  | 601  |